# Émilie Bègue
Émilie Bègue, née le 15 décembre 1984, est une joueuse de hockey sur gazon française, évoluant au poste de milieu de terrain au Cambrai Hockey Club, en équipe première depuis 1999.

## Palmarès

### Équipe de France
- Capitaine de l'équipe de France en 2008;
- Championnat d'Europe en salle groupe B: 2012 (en janvier, à Slagelse (Danemark));
- Coupe des Alpes: 2007 (à Lyon);

### Club

#### Cambrai HC
- Capitaine de l'équipe première depuis 2006;
- Coupe d’Europe féminine groupe B en salle: 2004 (à Wettingen);
- Championne de France sur gazon "Élite" : 1999, 2000, 2003, 2005, et  2009;
- Championne de France en salle "Élite" : 1999, 2000, 2001, 2002, 2004, 2005, 2006, 2007, 2008, 2009, 2011, et 2012 (12 titres en 14 ans);
- Vice-championne de France sur gazon "Élite": 2012.